# Dörentrup
Dörentrup is een gemeente in de Duitse deelstaat Noordrijn-Westfalen, gelegen in de Kreis Lippe. Dörentrup telt 7.662 inwoners (31 december 2020) op een oppervlakte van 49,79 km².

## Indeling van de gemeente
De hieronder opgesomde vijf Ortsteile zijn tot de gemeente Dörentrup samengevoegd in het kader van een gemeentelijke herindeling per 1 januari 1969.
- Bega, ultimo 2000[2] circa 1.400 inwoners
- Hillentrup (met Dörentrup en ten zuiden daarvan Spork), ultimo 2000 bijna 3.600 inwoners
- Humfeld, ultimo 2000 circa 1.800 inwoners
- Schwelentrup, ultimo 2000 ruim 1.600 inwoners
- Wendlinghausen (met de gehuchten Betzen en Stumpenhagen); ultimo 2000 ruim 900 inwoners

Totaal anno 2000 dus ruim 9.000 inwoners. Door met name vergrijzing, daling van werkgelegenheid in de agrarische sector en trek naar de steden van jongeren is de bevolking van de gemeente sedertdien met 15% gedaald.

## Geografie

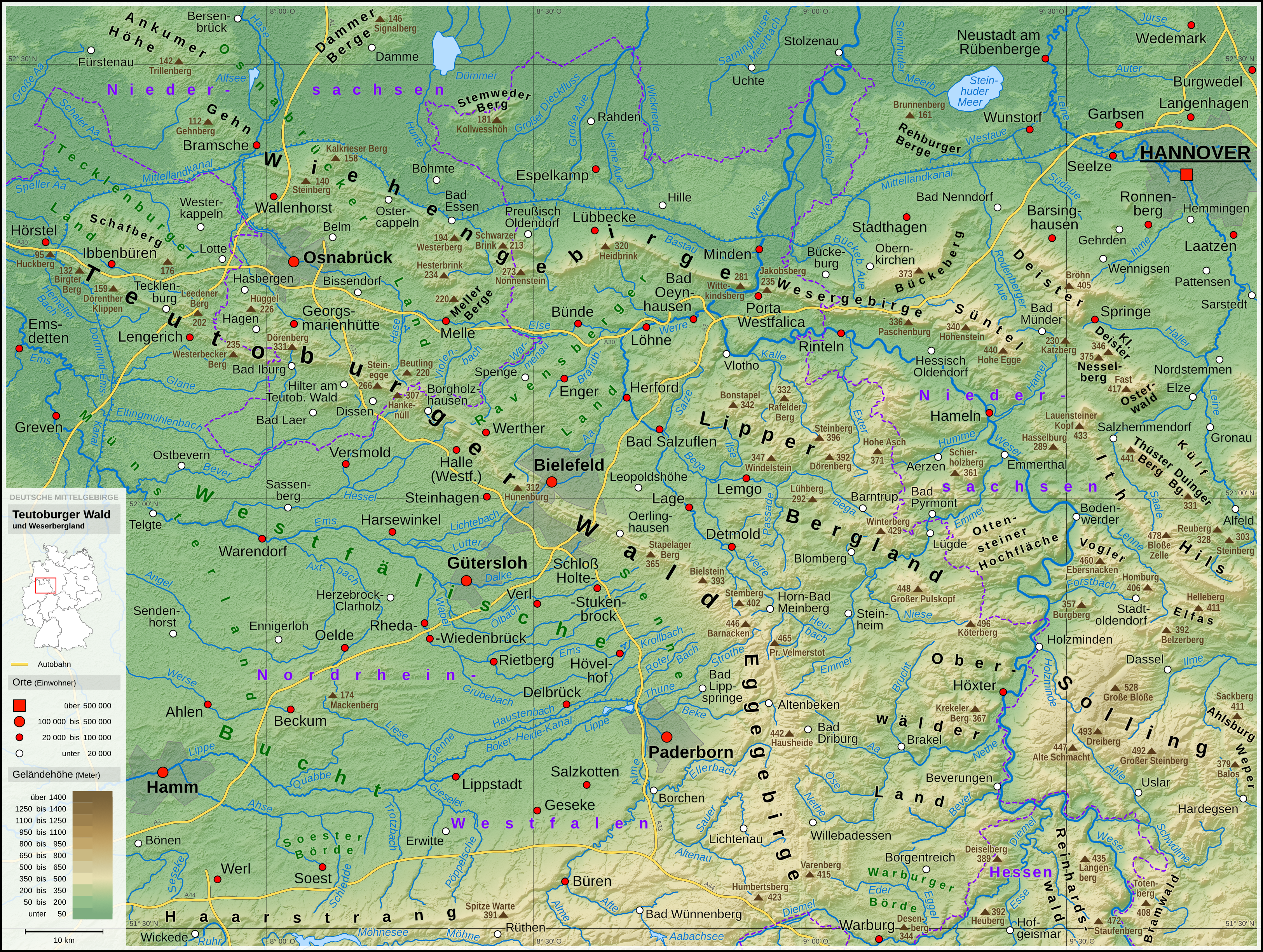
Kaart van de heuvelruggen rondom Bielefeld. Dörentrup ligt rechts van het midden, tussen Lemgo en Barntrup.

De gemeente ligt in een heuvelachtig gebied, het Lipper Bergland, dat door veel geografen tot het Wezerbergland wordt gerekend. Door de gemeente stroomt, van oost naar west, het 44 km lange riviertje de Bega. Doorgaans zijn de heuveltoppen bebost. De lager gelegen gebieden worden traditioneel voor intensieve akkerbouw gebruikt. Het in de ondergrond meest voorkomende gesteente draagt de naam Keuper, en dateert uit de geologische periode Trias (240-210 miljoen jaar geleden). Erbovenop liggen o.a. lagen kalksteen en löss, wat de bodem vruchtbaar maakt.

### Naburige steden
- Bielefeld, circa 35 km ten westen van Dörentrup
- Lemgo, 7 km ten westen van Dörentrup
- Detmold, 18 km ten zuidwesten van Dörentrup

### Buurgemeentes
- Barntrup
- Blomberg
- Extertal
- Kalletal
- Lemgo

## Infrastructuur

Trajectkaart Begatalbahn. In roze: opgeheven stations en baanvakken.
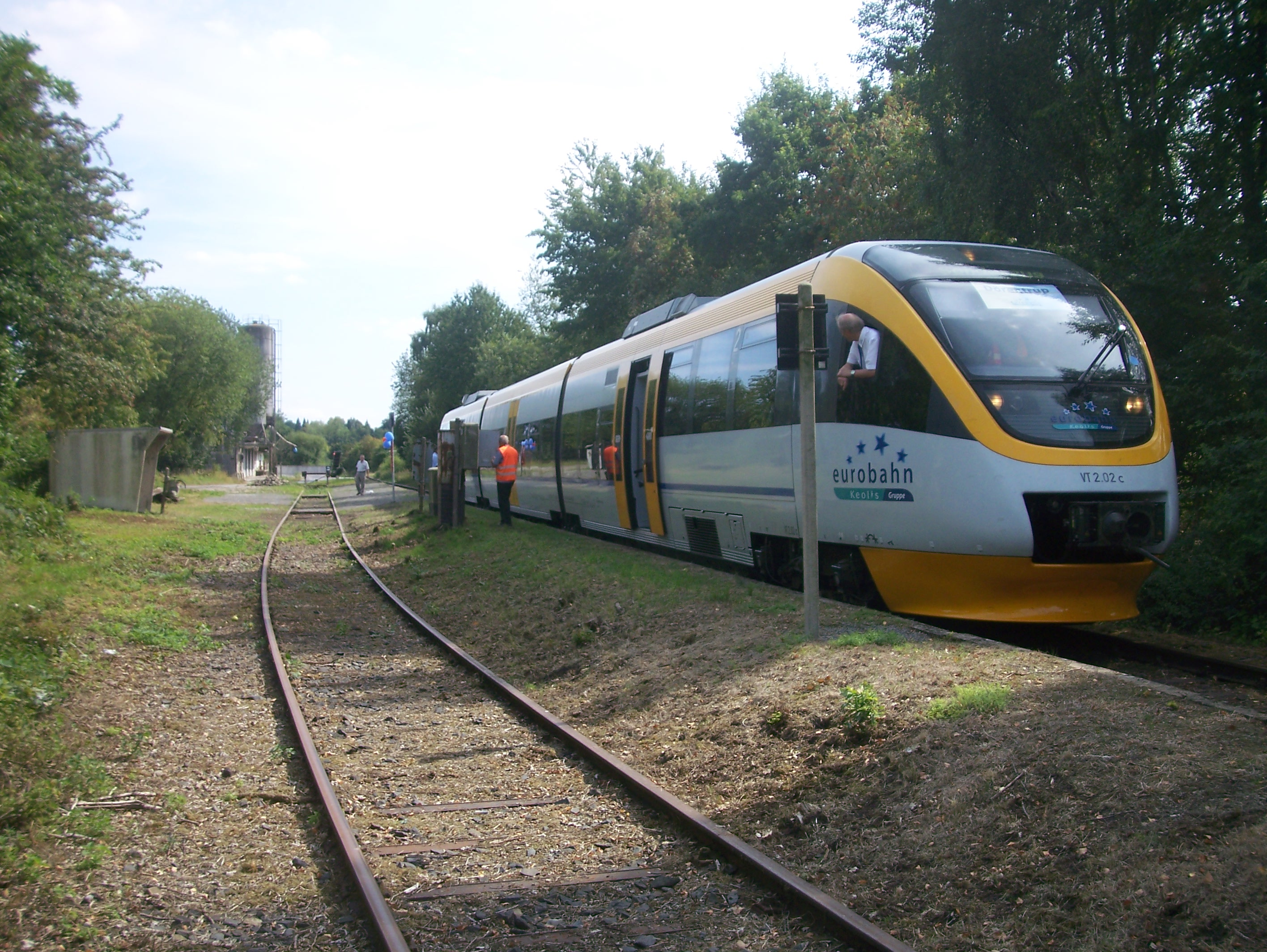
Stoptreinen van de Eurobahn bij Bega, vóór de sluiting van de lijn
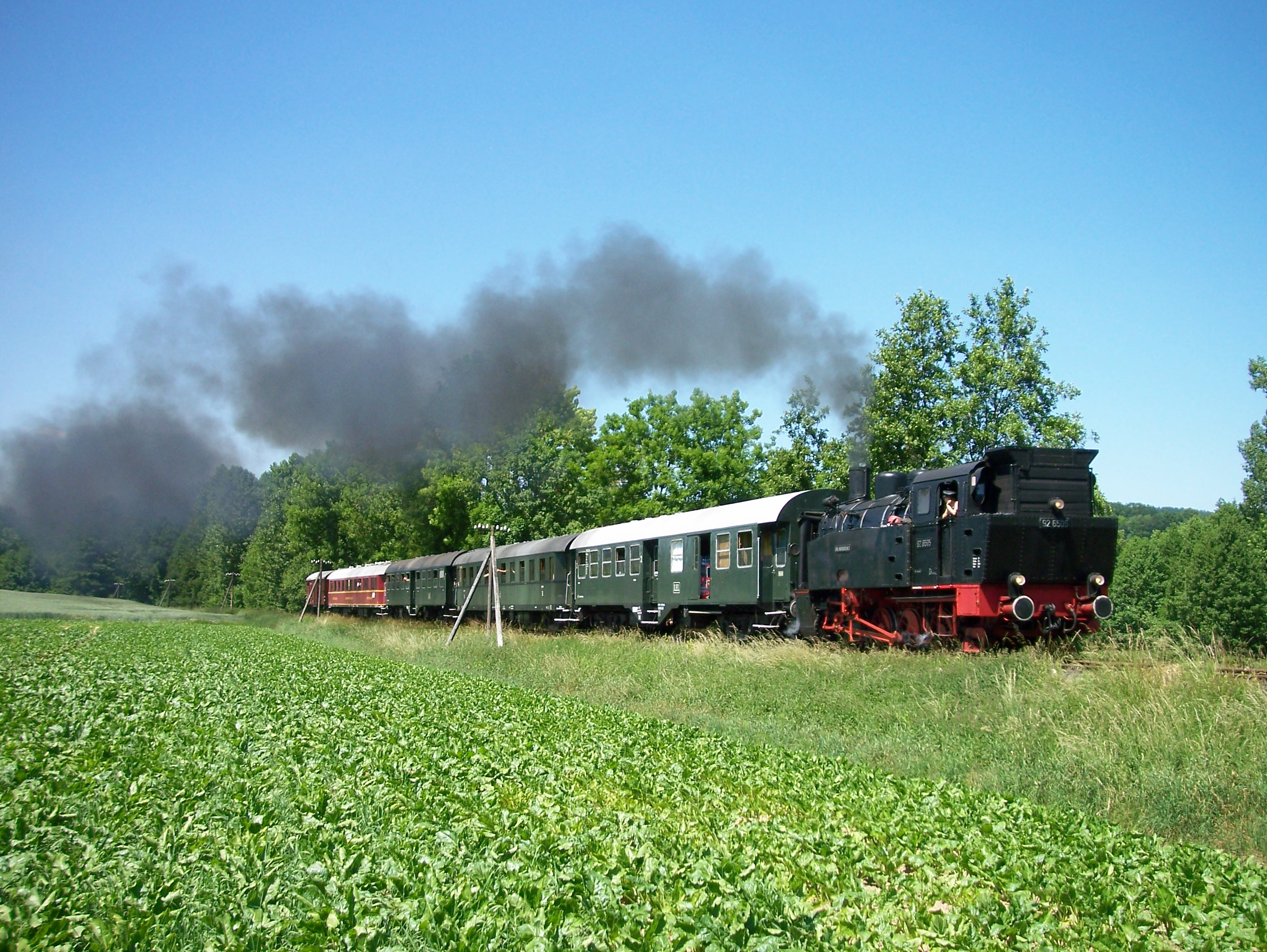
Vroeger toeristisch treinverkeer (Landeseisenbahn Lippe) bij Farmbeck

De dorpen Dörentrup en Bega liggen aan een spoorlijntje naar de oostelijke buurgemeente Barntrup. In het verleden was dit traject een deel van een lijn naar Bielefeld, in de regio Begatalbahn genoemd, omdat de lijn het dal van het riviertje de Bega volgt. Tot 2021 was dit een museumspoorlijn, waarop af en toe in het toeristenseizoen ritten in historische stoomtreinen mogelijk waren. Tegenwoordig (begin 2024) staat een herleving van het reizigersvervoer per trein over deze lijn ter discussie. De kans, dat hier weer passagierstreinen gaan rijden is echter vrij klein, vanwege de kosten om de lijn en de stations op te knappen, die waarschijnlijk te hoog zijn voor een rendabele exploitatie. Voorlopig wordt het onderhoud aan de spoorlijn tot een minimum beperkt, totdat er een definitieve beslissing is genomen (die wellicht pas na 2030 zal komen).
Openbaar-vervoerreizigers kunnen gebruik maken van een lijnbus tussen Lemgo en Barntrup, via Dörentrup en Bega. Deze bus rijdt niet op zon- en feestdagen.
De belangrijkste weg voor autoverkeer is de Bundesstraße 66, die vanuit Lemgo in het westen langs Dörentrup, Humfeld en Bega oostwaarts naar Barntrup loopt. Te Barntrup komt deze weg op de Bundesstraße 1 uit.

## Economie
Vanwege de vruchtbaarheid van de lössgrond in Dörentrup en omgeving, is de akkerbouw traditioneel een belangrijk middel van bestaan in de gemeente.
Vanwege het landschapsschoon en enige bezienswaardigheden, met name kastelen, is het toerisme ook van belang.
De mijnbouw en industrie zijn sedert circa 1975 van geen belang meer. Voor het overige zijn in de gemeente alleen enige ondernemingen gevestigd, die als midden- en kleinbedrijf van lokale betekenis kunnen worden gekenschetst.

## Geschiedenis
Zie ook: Heerlijkheid Lippe (periode tot 1522) en: Vorstendom Lippe (17e-19e eeuw).
Alle dorpen in de gemeente zijn ontstaan in de middeleeuwen. Eén van de verklaringen voor de dorpsnaam Dörentrup luidt: dorp met doornstruiken. Om deze reden is een doorntak opgenomen in het gemeentewapen.
Een kenmerkende vorm van de akkerbouwpercelen in deze streek was de gewannflur, lang en smal, zodat het wenden van de ploeg aan het uiteinde van de akker minder vaak nodig was, hetgeen het rendement positief beïnvloedde; in de middeleeuwen was in de akkerbouw toepassing van het drieslagstelsel de standaard.
Het gebied maakte in de 12e eeuw deel uit van het Graafschap Schwalenberg en daarna korte tijd van het Graafschap Sternberg. Door vererving kwam het in de 13e eeuw te liggen in de Heerlijkheid, later het Graafschap en nog later het Vorstendom Lippe. In de 15e eeuw werd het gebied enkele malen door het geweld van burgeroorlogen geteisterd (o.a. de zogenaamde Soester Fehde).Doordat de landheren na de Reformatie kozen voor het calvinisme, is tot op de huidige dag de meerderheid van de christenen in de gemeente Dörentrup evangelisch-gereformeerd. Dit geldt ook voor de meeste kerkgebouwen in de gemeente.
In de Dertigjarige Oorlog (1618-1648) had het gebied te lijden onder financiële uitbuiting, plundering, moord en brandstichting door de legers van beide strijdende coalities.
In de eerste helft van de 19e eeuw waren in het gebied enige veldovens, waar bakstenen werden geproduceerd. Ook hoogwaardig kwartszand t.b.v. de wegen- en woningbouw werd er, tot na de Tweede Wereldoorlog, gedolven.
In de tweede helft van de 19e eeuw en de eerste helft van de 20e eeuw was er in het Lipperland, waar Dörentrup toe behoort, grote armoede en gebrek aan werkgelegenheid. Veel mensen emigreerden in die tijd naar de Verenigde Staten. Anderen, vooral jongemannen, werkten als seizoenarbeider in andere regio's, ook in Nederland, in steenfabrieken. Zij werden Wanderziegler, reizende steenbakkers, genoemd. Tussen 1950 en 1975 bestond in Humfeld tijdelijk enige houtverwerkende industrie (fabricage van meubelen).
De Steinberg bij Schwelentrup, de hoogste heuvel in het gemeentegebied, was tussen 1963 en 1992 een NAVO basis, waar langeafstandsraketten waren gestationeerd, en waar een radarpost was. Dit gebied huisvest talrijke zeldzame, beschermde dier- en plantensoorten, o.a. enige soorten uilen en vleermuizen, alsmede de gladde slang. Sedert 2007 maakt de heuvel deel uit van een 63 hectare groot natuurreservaat met de naam Alt-Sternberg und Steinberg.

## Bezienswaardigheden, toerisme
- Kasteel Wendlinghausen is in het tweede decennium van de 17e eeuw in de stijl der Wezerrenaissance herbouwd in opdracht van de toenmalige eigenaar, een baron uit de zwarte tak van het geslacht Von Münchhausen. De fraaie tuinen rondom het kasteel zijn vaak het decor voor openluchtconcerten of exposities van hedendaagse beeldhouwkunst. Het kasteel wordt bewoond en gebruikt, o.a. als biologisch landbouwbedrijf, door leden van het adellijke geslacht Von Reden. Enkele vertrekken in het kasteel worden verhuurd voor exclusieve bruilofts- en andere feesten.
- Tussen Lemgo en Dörentrup ligt een uitgestrekt bos, dat zich leent voor wandelingen.
- Te Schwelentrup leidt een goede, 4 km lange weg naar het om zijn muziekinstrumentencollectie bekende kasteel Burg Sternberg. Dit staat op een heuveltop juist over de grens van de buurgemeente Extertal. Een buitenpost van dit kasteel is het oude landgoed Oelentrup, waarvan alleen een boerderij is blijven bestaan.
- De dorpen Schwelentrup en Hillentrup hebben de status Staatlich anerkannter Erholungsort. In met name Schwelentrup is een fraai aangelegd Kurpark aanwezig.
- De gemeente heeft in haar toeristisch beleid het zwaartepunt gelegd op wandelen en rustige vrijetijdsbesteding in het gezelschap van inheemse dieren. Zie onderstaande link.
- Verspreid in en om de dorpen zijn nog een aantal schilderachtige, oude vakwerkhuizen en -boerderijen aanwezig.

## Afbeeldingen

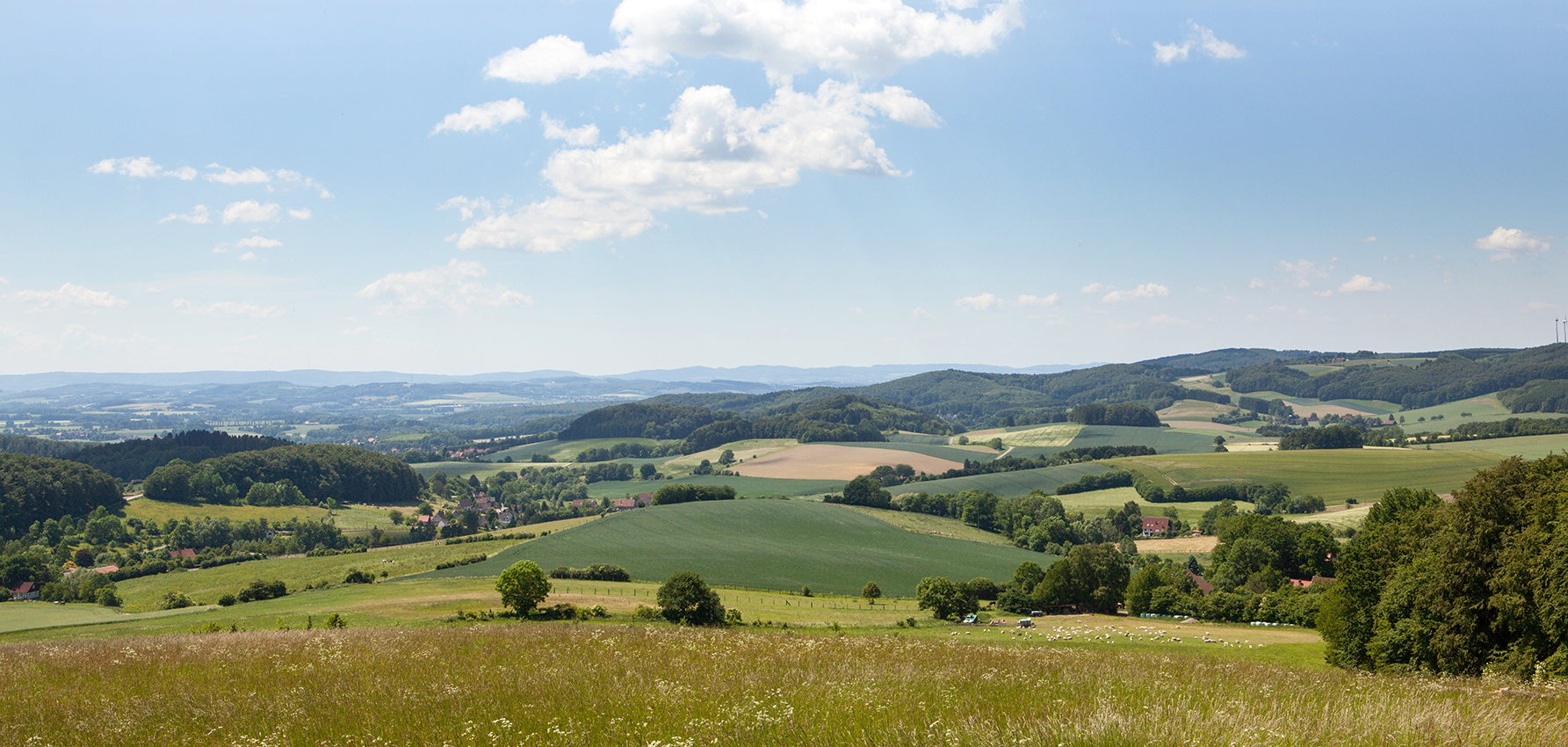
Bij Schwelentrup
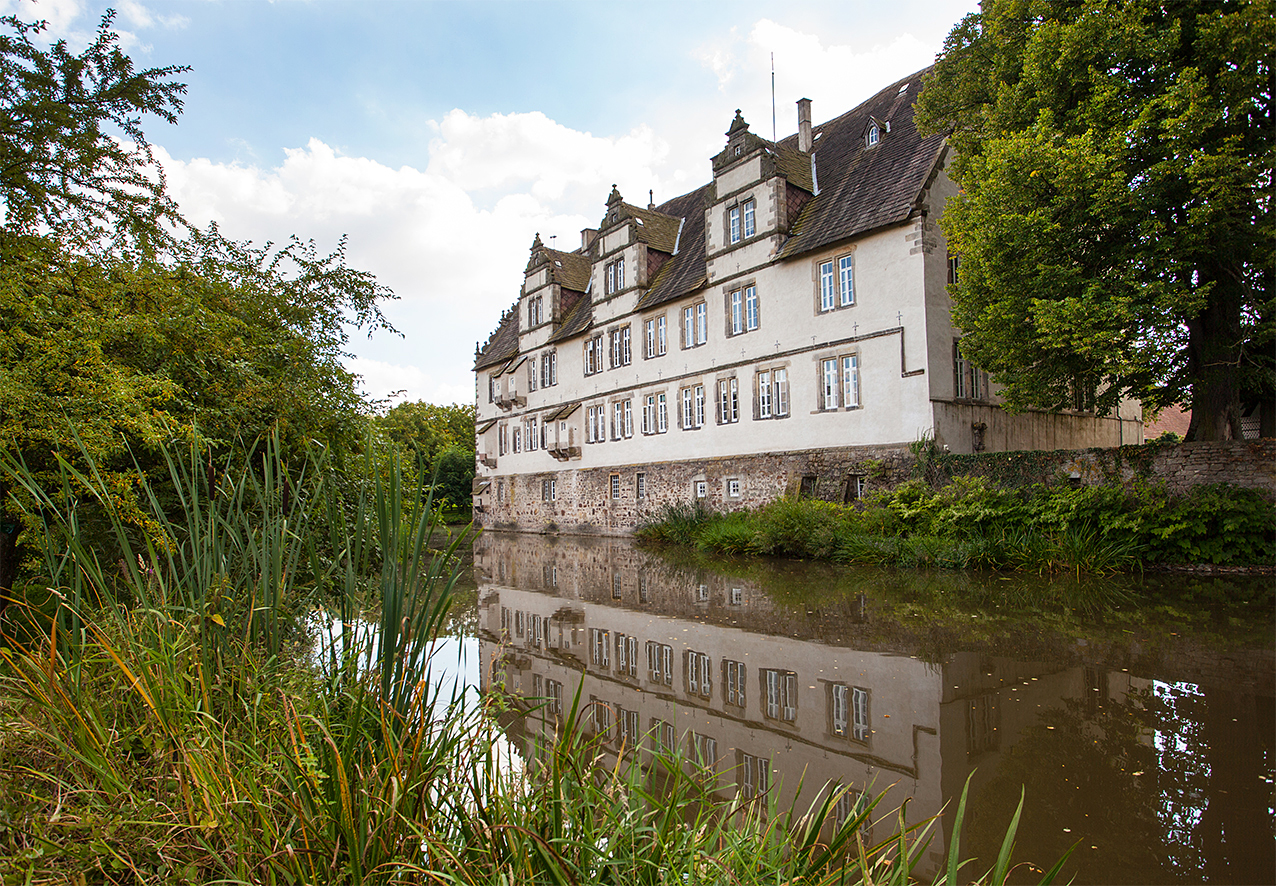
Schloss Wendlinghausen
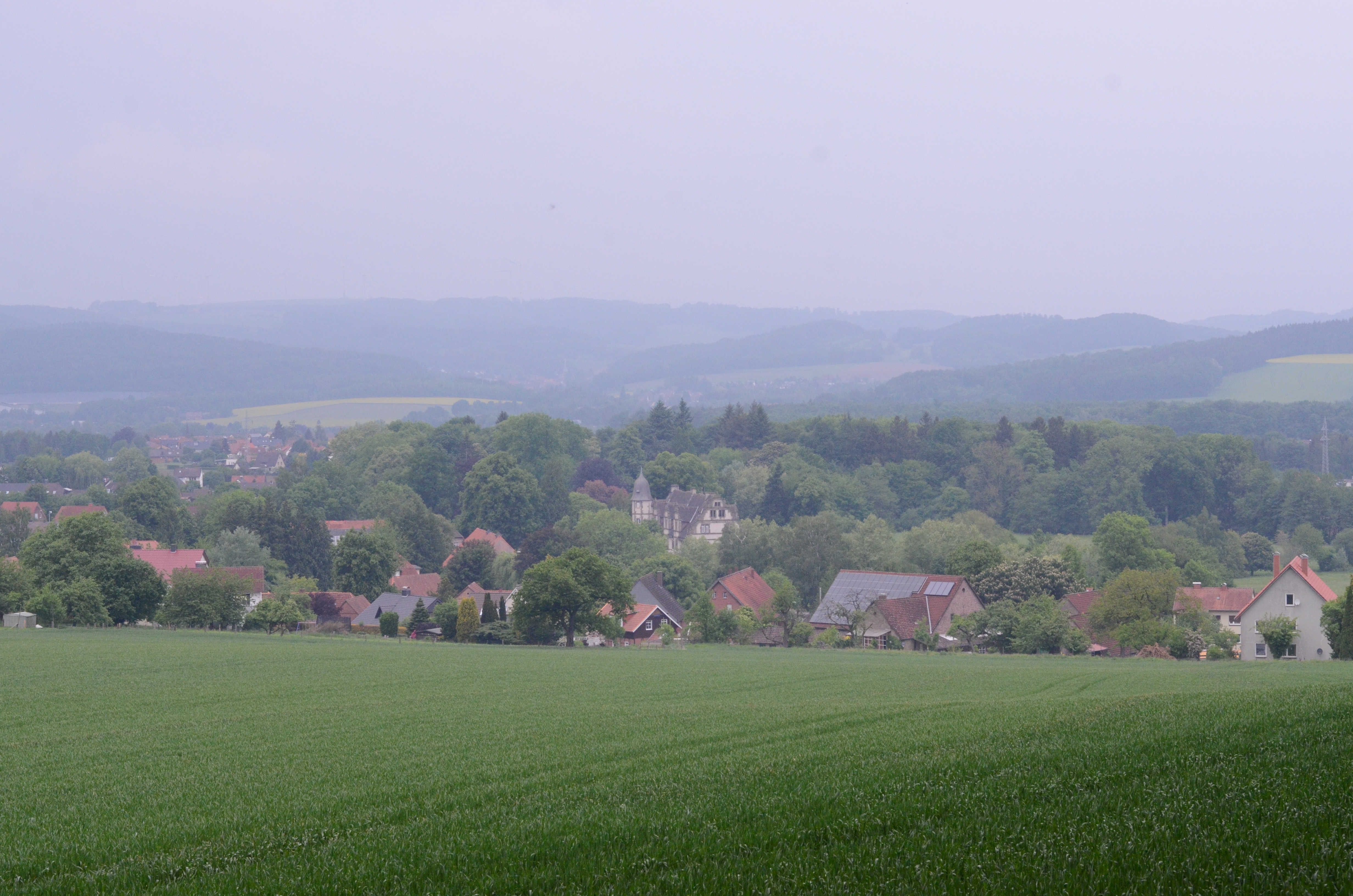
Gezicht vanaf de Löhlberg op dorp en kasteel Wendlinghausen
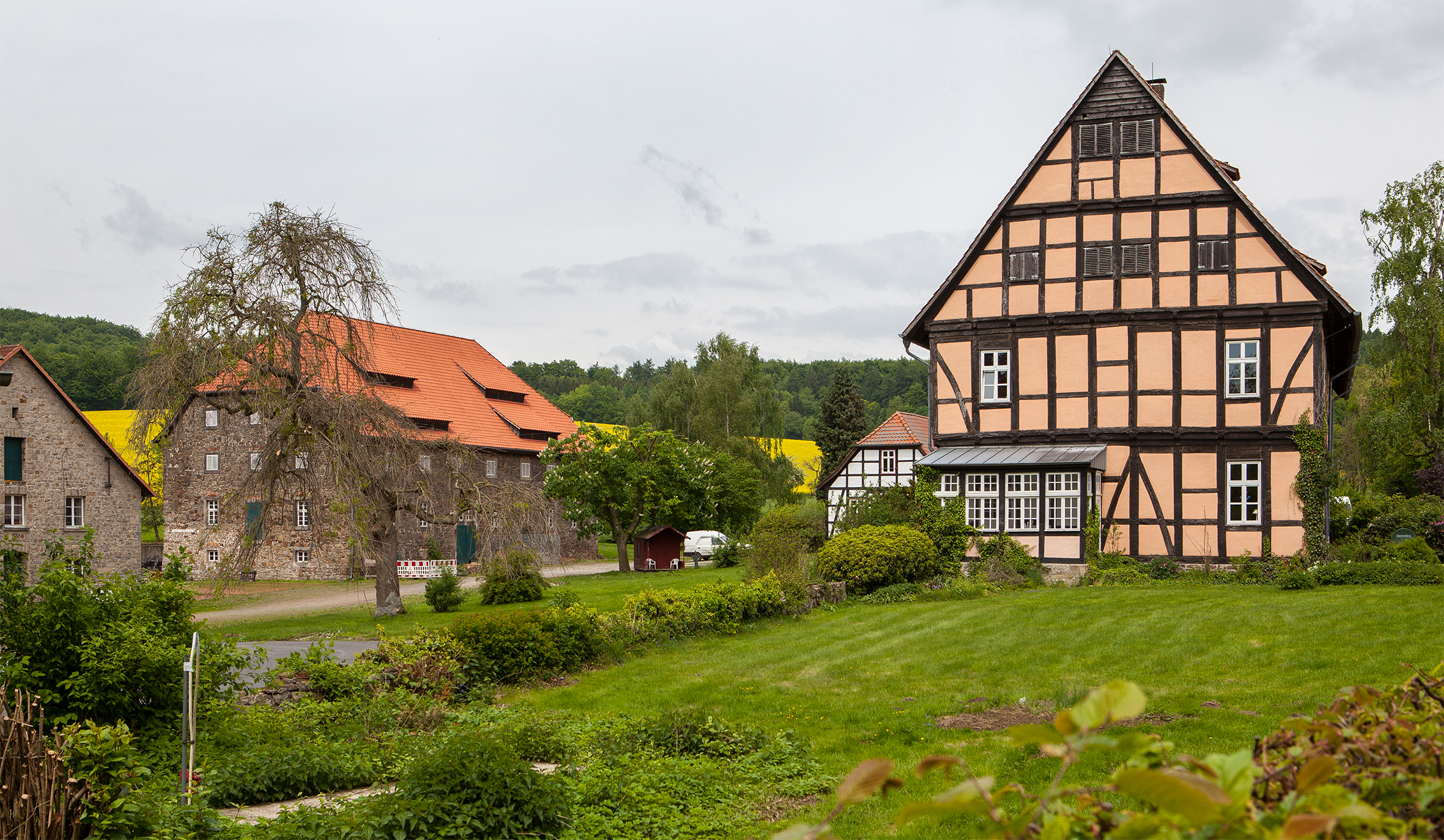
Boerderij op landgoed Oelentrup, ten ZO van Schwelentrup
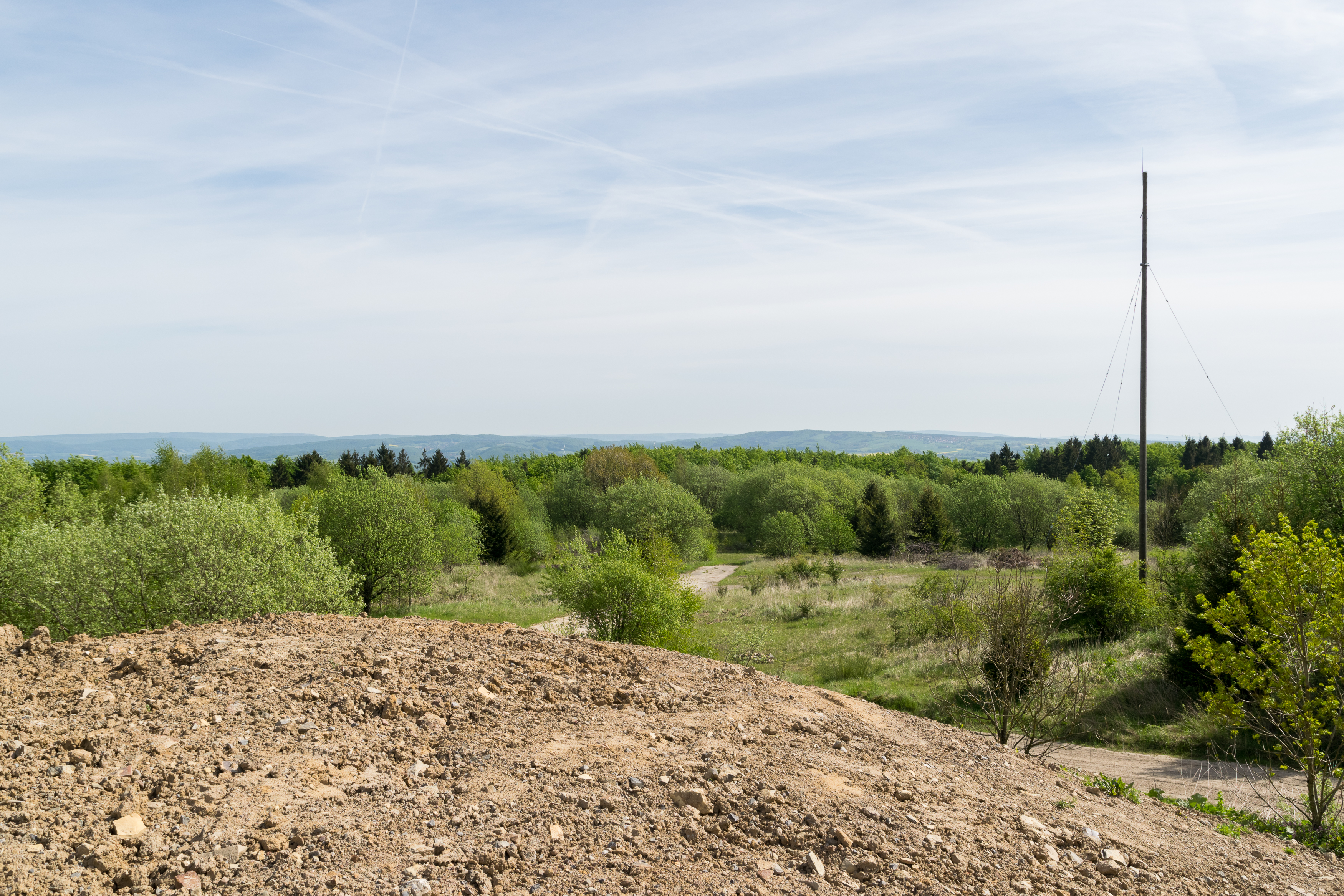
Top van de Steinberg
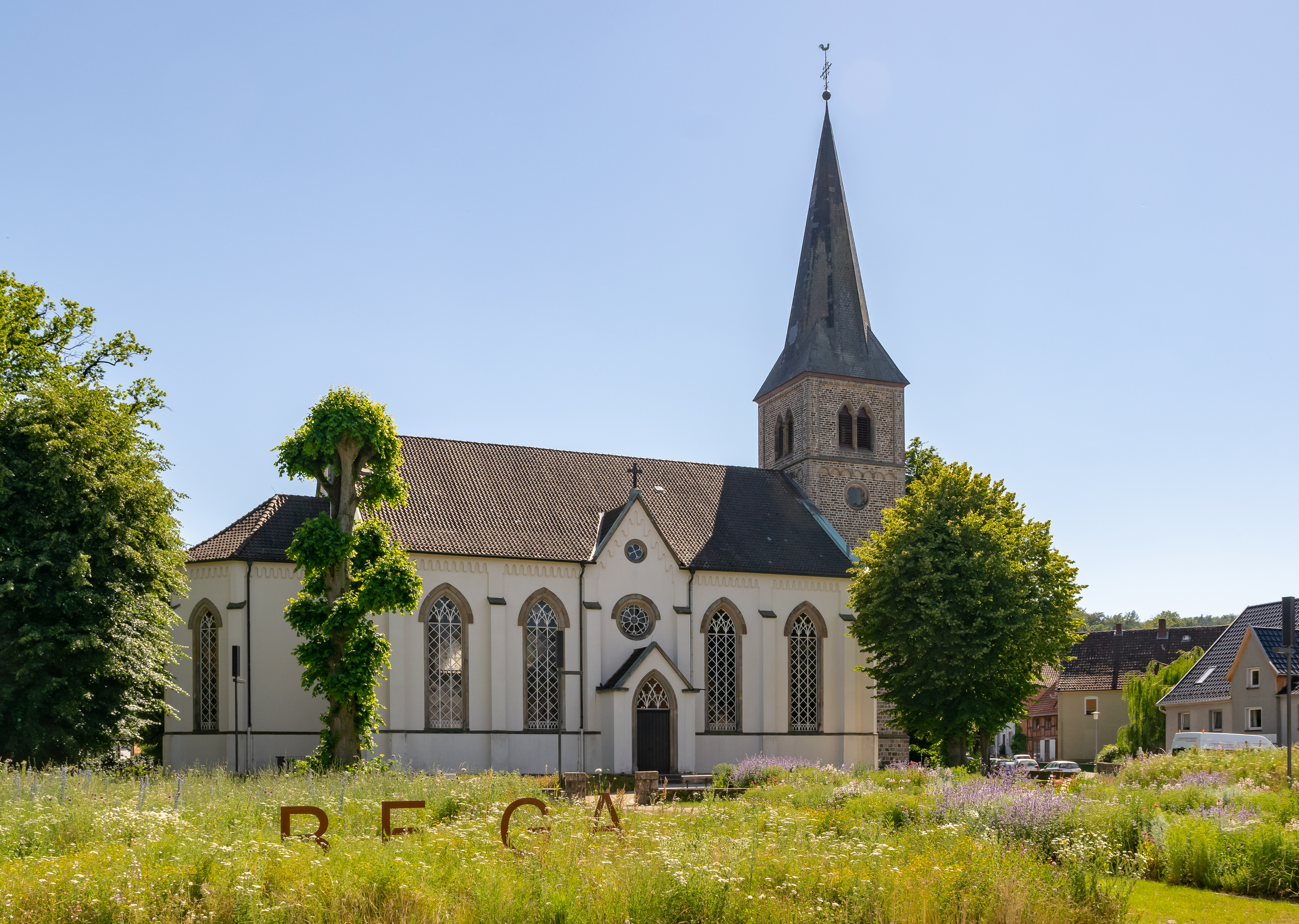
Evangelisch-gereformeerde kerk te Bega (1864)
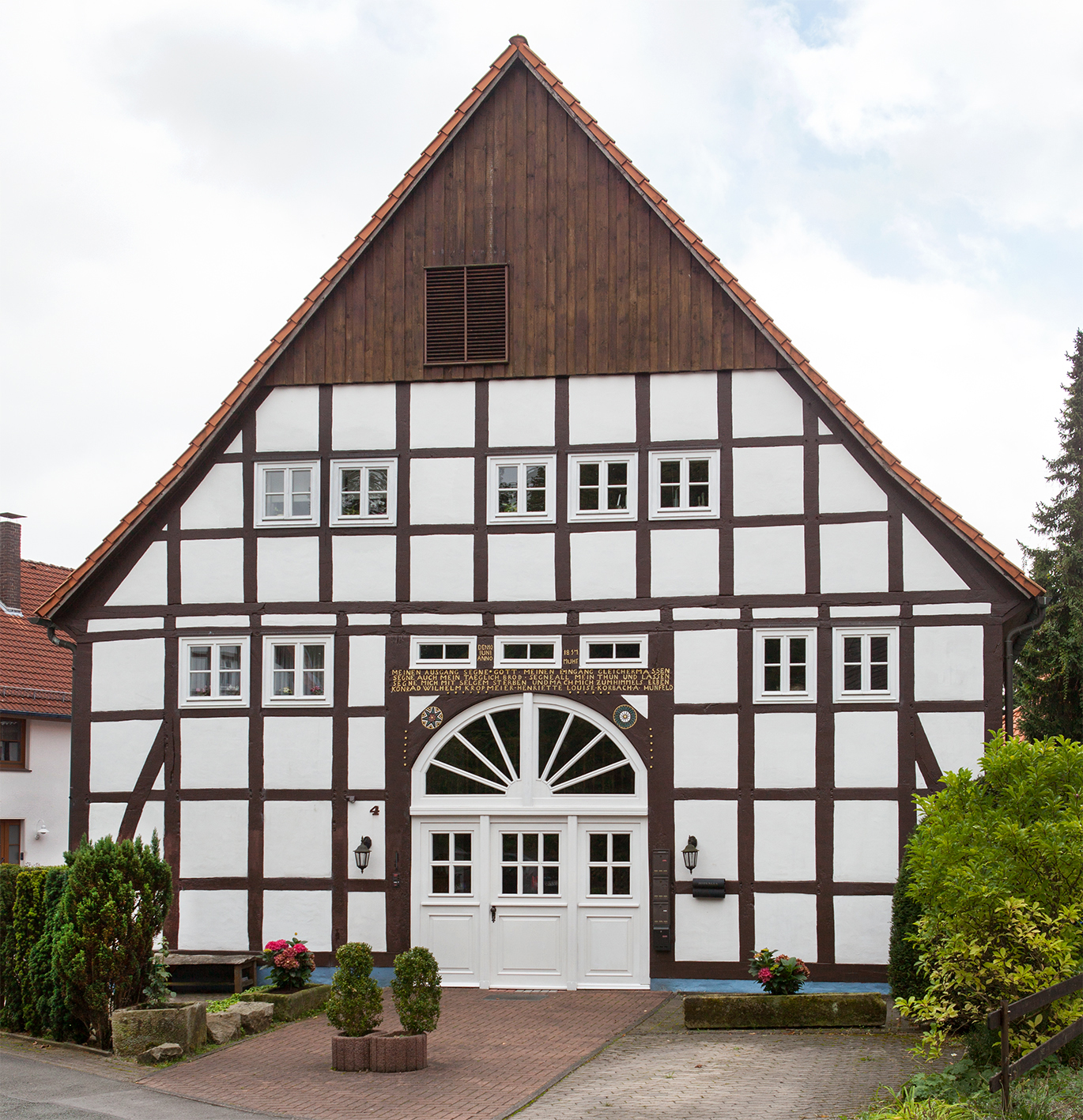
Karakteristiek vakwerkhuis te Hillentrup
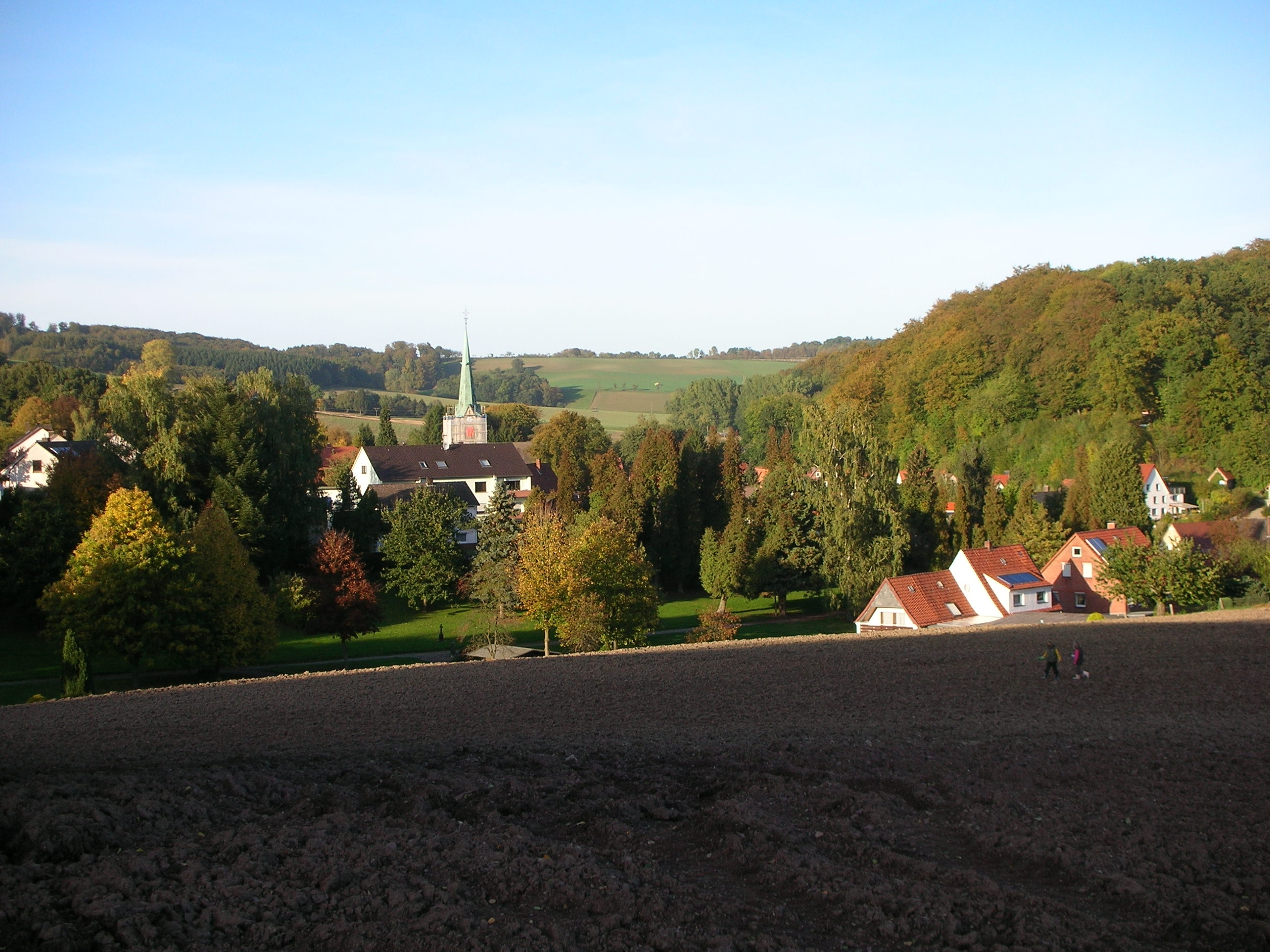
Gezicht op Hillentrup

## Belangrijke personen in relatie tot de gemeente
- Hilmar de Jongere  baron van Münchhausen (* 1558; † 4 mei 1617 in Rinteln), zoon van de gelijknamige krijgsheer (1512–1573); hij liet Kasteel Wendlinghausen bouwen. Een nazaat van hem liet dit kasteel na aan zijn schoonfamilie, de Von Redens.[4]
- Friedrich Christoph von Hammerstein (* 15 september 1608 op kasteel Böckelheim in de Palts; † 12 oktober 1685 op landgoed Oelentrup), tijdens en kort na de Dertigjarige Oorlog een belangrijk militair in de protestantse coalities, was als jongeman piekenier in Hollandse dienst, klom op tot generaal-majoor in dienst van Zweden en daarna van het Hertogdom Brunswijk-Lüneburg; bracht zijn laatste 22 levensjaren te Oelentrup door.
- Friedrich Wilhelm baron Von Reden (* 11 februari 1802 op kasteel Wendlinghausen; † 12 december 1857 te Wenen), tot 1849 politicus (lid van de Nationale Vergadering van Frankfurt), daarnaast als statisticus van betekenis voor de systematiek van het opstellen van overheidsstatistieken
- Irmela Wendt (* 15 mei 1916 in Donop, gem. Blomberg; † 11 juli 2012 in Dörentrup), onderwijzeres, o.a. te Dörentrup, en succesvol schrijfster van kinder- en jeugdboeken[5]
- Reinhard „Stan“ Libuda  (* 10 oktober 1943 in Wendlinghausen; † 25 augustus 1996 in Gelsenkirchen), profvoetballer (rechtsbuiten), bij FC Schalke 04 en Borussia Dortmund; tussen 1963 en 1971 26 x West-Duits international.[6]

## Varia
De gemeente Dörentrup onderhoudt één jumelage. Sedert april 1986 is Bayerisch Eisenstein, in de Landkreis Regen, een partnergemeente van Dörentrup.